# Хрусталёва, Марина Александровна
Мари́на Алекса́ндровна Хрусталёва (р. 17 мая 1978, Москва, СССР) — российский менеджер в сфере культуры, журналист, переводчик, куратор и общественный деятель.
Председатель правления Московского общества охраны архитектурного наследия (MAPS) (с 2006), координатор общественного движения «Архнадзор» (c 2009).

## Образование
- Факультет музеологии Российского государственного гуманитарного университета по специальности «История искусств». Магистерская диссертация по теме «Музей архитектуры как проводник культурной политики в сфере недвижимого наследия» (1995—2000)[1].
- Московская международная школа дизайна, курс «Проектирование и дизайн интерьера» (1997).
- Факультет менеджмента в сфере культуры Московской высшей школы социальных и экономических наук по специальности «Культурная политика и менеджмент социокультурных проектов» (2001—2002)[1].

## Биография
С 1998 года работала как независимый журналист, переводчик и куратор. В 2000—2002 гг. — координатор отдела информационных технологий Музея архитектуры имени Щусева. C 2004 года — координатор, с 2006 — председатель правления Московского общества охраны архитектурного наследия (MAPS). С 2009 года — член координационного совета общественного движения «Архнадзор». Автор более 30 публикаций по истории архитектуры и лэнд-арта, музейному проектированию, охране и современному использованию объектов культурного наследия. Член Ассоциации менеджеров культуры. Владеет английским, французским и итальянским языками.
В 2011 году входила в группу разработчиков на базе бизнес-школы «Сколково» проекта в сфере национального брендинга «Центр русского авангарда». Проект не был осуществлён. В группу разработчиков, помимо Марины Хрусталёвой, входили Владимир Паперный, Николай Палажченко, Виктория Голембиовская, Нуна Алекян и др.

### Семья
- Второй муж (с 2014) — Владимир Зиновьевич Паперный (р. 1944), американский и российский писатель, дизайнер, искусствовед, культуролог, историк архитектуры, архитектурный критик.

## Цитаты
Сайт «Москва, которой нет»:
Русским координатором MAPS стала Марина Хрусталёва. MAPS очень повезло, у них отличный русский координатор.
Газета «Взгляд», 2009:
...Одна из самых ярких и авторитетных экспертов и защитников московских памятников Марина Хрусталёва…
Краевед, координатор «Архнадзора» Александр Можаев, 2011:
У нас как раз работа, так сказать, ведётся. Мы существуем, всё нормально. Живём в вонючем болоте, кидаем в него камушки. Знаете, я всё время в утешение молодежи, у которой руки опускаются, вспоминаю, что пятнадцать лет назад, когда мы учились, Марина Хрусталёва очень хорошо сказала: «Вы сразу, чтобы потом не огорчаться, уясните себе: подобная деятельность даёт результаты хорошо если лет через тридцать. Не надо ждать, что у нас сразу что-то получится».

## Интернет-проекты
- Русская утопия: Депозитарий (один из разработчиков).
- Сайт Музея архитектуры (один из разработчиков).
- Сайт Московского общества охраны архитектурного наследия (один из разработчиков).
- Москва под угрозой (один из разработчиков).